# Włoska Partia Ludowa
Włoska Partia Ludowa (wł. Partito Popolare Italiano, PPI) – włoska partia polityczna o profilu chadeckim i socjalnym, działająca w latach 1994–2002.

## Historia
Partia została powołana na kongresie w 18 stycznia 1994, kiedy to uległa rozwiązaniu na skutek afer korupcyjnych Chrześcijańska Demokracja, której wielu działaczy przystąpiło do nowej formacji. Program koncentrował się na takich kwestiach, jak zdecentralizowanie struktur państwa, ochrona własności prywatnej, antykomunizm, poszanowanie dla wartości katolickich.
Pierwszym przewodniczącym został Mino Martinazzoli, jednak po kilku miesiącach i porażce wyborczej zastąpił go Rocco Buttiglione. Rok później po niezaakceptowaniu zgłoszonej propozycji podjęcia współpracy z ugrupowaniem Forza Italia Rocco Buttiglione wraz ze zwolennikami opuścił partię. PPI podjęła współpracę z ugrupowaniami centrowymi i centrolewicowymi, wchodząc do Drzewa Oliwnego, przy czym w Parlamencie Europejskim pozostawała w ramach Europejskiej Partii Ludowej.
W 2000 ludowcy wraz z trzema innymi formacjami sformowali koalicję wyborczą Margherita, która stała się drugą co do wielkości siłą w ramach bloku centrolewicowego. Dwa latach później PPI uległa samorozwiązaniu w związku z powołaniem na bazie Margherity jednolitej partii.

## Sekretarze generalni
- Mino Martinazzoli (1994)
- Rosa Russo Iervolino (1994, p.o.)
- Rocco Buttiglione (1994–1995)
- Gerardo Bianco (1995–1997)
- Franco Marini (1997–1999)
- Pierluigi Castagnetti (1999–2002)[1]